# Глифозат
Глифоза́тът (или глифосат, N-(фосфонометил)-глицин, C3H8NO5P) е неселективен системен хербицид, използван за борба с плевелите, особено с многогодишните. Сред хербицидите заема първо място в света по производство. Глифозатът е действащото вещество в средствата, произвеждани под търговските наименования Roundup (Раундъп), Glifor и др.

## История
Хербицидните свойства на това вещество за пръв път са открити през 1970 г. от химика Джон Франц, работещ в американската компания Monsanto Company. За това си откритие той получава Националния медал в областта на технологиите и иновациите (National Medal of Technology and Innovation) през 1987 г. Търговското название на глифозата, Roundup (в превод от английски: „кръгова отбрана“), означава кръг от фургони, иззад които американските заселници са се отбранявали от индианците. През 2000 г. е изтекъл патентът на Monsanto върху молекулата на глифозата, което довежда до появата на пазара на много конкуренти, произвеждащи аналози на търговската марка Roundup.

## Химия
Глифозатът е N-фосфонометилно производно на аминокиселината глицин, което е отразено в неговото тривиално наименование (Гли-Фос-ат).

## Биохимия
Токсичното действие на глифозата се обуславя от това, че този хербицид инхибира растителния фермент 5-еноилпирувил-шикимат-3-фосфат-синтаза (EPSPS, КФ 2.5.1.19). Този фермент е компонент от ферментната система на шикиматния път за биосинтеза на бензоидни ароматни съединения (съдържащи бензенови пръстени) и осъществява един от стадиите на превръщане на шикимата в хоризмат. Глифозатът окупира мястото на фосфоенолпирувата в активния център на фермента и блокира неговата активност. Затова, при попадане на глифозата върху растението той прониква в клетките, блокира синтеза на редица необходими съединения, и растението загива. Животните нямат ферментна система на шикиматния път, включително нямат и 5-еноилпирувил-шикимат-3-фосфат-синтаза. Глифозатът се отнася към малкотоксичните за животните хербициди. Полулеталната доза (LD50) възлиза на над 5 g/kg тегло при вътрешна употреба за плъхове, над 10 g/kg за мишки и 3530 g/kg за кози.

## Токсикология
През март 2015 г. Международната агенция за изучаване на рака към Световната здравна организация, основавайки се на публикувани данни от епидемиологични и експериментални изследвания, обнародва заключение, в което се съдържа изводът, че глифозатът е „възможен канцероген за човека“ (категория на опасност „2А“). В заключението се отбелязва, че има данни за повишено ниво на развитие на неходжкинови лимфоми при работещи с глифозат. Освен това, има наблюдения, че глифозатът предизвиква рак у лабораторни плъхове и мишки. Също така е открита способността на глифозата да поврежда ДНК и да предизвиква хромозомни мутации в човешки и животински клетки, култивирани in vitro. В едно изследване е открито, че разпръскването на глифозат-съдържащи хербициди в близост до хора е довело до повишение честотата на хромозомни увреждания (на микроядрата) в клетките на кръвта.
През ноември 2015 г. Европейският орган за безопасност на храните публикува доклад, в който заключава, че „веществото едва ли е геннотоксично и също едва ли представлява канцерогенна опасност за човека“. В доклада е отбелязано, че е възможно да съществуват канцерогенни препарати, съдържащи глифозат, обаче изследванията на самия глифозат не показват канцерогенен ефект.
През май 2016 г. в резултат от съвместна среща на ФАО и СЗО е направен изводът, че глифозатът едва ли е канцерогенен за човека, когато се приема с храната.
През март 2017 г. Комитетът по оценка на риска към Европейската агенция за химични реагенти (European chemicals agency), след анализ на наличната научна информация, стига до извода, че глифозатът е химично вещество, способно да предизвика сериозно увреждане на очите, и също че глифозатът е токсичен за водните организми, но съществуващите научни свидетелства не позволяват да се признае глифозатът за карцероген, мутаген или вещество, токсично за половата система. На глифозата са присвоени следните кратки характеристики за опасност (Hazard statements): H318 и H411.
В САЩ са подадени искове от хора, които смятат, че са се разболели от неходжкинска лимофома в резултат от контакт с глифозат. В хода на съдебното разследване се изяснява, че Monsanto (корпорацията, разработила глифозата), а също и сътрудничащия с нея чиновник от Американска агенция за опазване на околната среда са се старали да противодействат на изследванията за канцерогенност на съединенията. Обнародваните документи съдържат също така сведения за възможно фалшифицирано изследване, поръчано от корпорацията.

## Приложение
Съгласно статията на проф. Чарлз Бенбрук „Тенденции в използването на хербициди на основата на глифозат в САЩ и света“, публикувана през октомври 2015 г. на сайта на списанието Environmental Sciences Europe, глифозатът е най-интензивно използваният хербицид в историята на химизацията на селското стопанство. Много селскостопански култури с помощта на методите на генното инженерство се правят устойчиви към глифозата. Това значително увеличава ефективността на борбата с плевелите на посевите с такива култури. Наред с някои други хербициди глифозатът се е използвал от САЩ в борбата с производството на наркотици, в частност с насажденията от кока в Колумбия.
В селското стопанство глифозатът се използва и в качеството му на десикант – химичен препарат, предизвикващ обезводняване тъканите на растенията, което ускорява узряването им и облекчава прибирането на реколтата.
Глифозатът активно се използва от общинските власти в много страни за контрол на плевелите в парковете, по протежение на автомобилните пътища и жп линиите.